# Drymophila genei
Drymophila genei là một loài chim trong họ Thamnophilidae.